# Sora wo Tobetara
Sora wo tobetara (Idioma japonés: '空を飛べたら…), literalmente traducido como "El cielo en la tierra", es el primer álbum de estudio de la cantante japonesa, Kotoko. Este disco fue publicado el 29 de Diciembre del año 2000.
A pesar de que este álbum fue publicado cuando la cantante ya formaba parte de I've Sound, todas las canciones fueron grabadas antes de que KOTOKO entrara a formar parte de dicha agrupación, por lo tanto, ninguno de los temas del disco estuvo producido o arreglado por los creadores de sonido de la banda. La composición y la letra de las canciones corrió en todos los casos a cargo de la propia KOTOKO y fueron arregladas por Yoshihiro Tsukahara. 
Respecto al sonido de las canciones, en ellas destaca la presencia de guitarras eléctricas, dando lugar a un estilo roquero, que nada tiene que ver con el sonido, mucho más electrónico que la cantante adoptó cuando entró definitivamente a formar parte de I've Sound.
Tres de las canciones que componen el tracklist de este álbum, es decir: Hayategumo, Kanariya y Hane, fueron incluidas cuatro años más tarde en Hane, el que es considerado el verdadero debut de cara al gran público de la cantante.

## Canciones
1. «Milk» (ミルク) (Leche)
2. «Hayategumo» (疾風雲) (Nubes de tormenta)
3. «Phula Phula»
4. «Kanariya» (カナリヤ) (Canario)
5. «Kodo» (鼓動) (Vencedora)
6. «Moshimo...» (もしも…) (Dímelo)
7. «Yuuenchi» (ゆうえんち) (Parque de atracciones)
8. «Sayonara jishinma» (サヨナラ・ジレンマ) (Adiós al dilema)
9. «Aspirine» (アスピリン) (Aspirina)
10. «Hane» (羽) (Plumas)
11. «Haruiro» (春色) (Primavera colorida)

- Datos: Q4163288